# L'Impératrice remariée
 (avril 2024).
La mise en forme du texte ne suit pas les recommandations de Wikipédia : il faut le « wikifier ».
Les points d'amélioration suivants sont les cas les plus fréquents. Le détail des points à revoir est peut-être précisé sur la page de discussion.
- Les titres sont pré-formatés par le logiciel. Ils ne sont ni en capitales, ni en gras.
- Le texte ne doit pas être écrit en capitales (les noms de famille non plus), ni en gras, ni en italique, ni en « petit »…
- Le gras n'est utilisé que pour surligner le titre de l'article dans l'introduction, une seule fois.
- L'italique est rarement utilisé : mots en langue étrangère, titres d'œuvres, noms de bateaux, etc.
- Les citations ne sont pas en italique mais en corps de texte normal. Elles sont entourées par des guillemets français : « et ».
- Les listes à puces sont à éviter, des paragraphes rédigés étant largement préférés. Les tableaux sont à réserver à la présentation de données structurées (résultats, etc.).
- Les appels de note de bas de page (petits chiffres en exposant, introduits par l'outil «  Source ») sont à placer entre la fin de phrase et le point final[comme ça].
- Les liens internes (vers d'autres articles de Wikipédia) sont à choisir avec parcimonie. Créez des liens vers des articles approfondissant le sujet. Les termes génériques sans rapport avec le sujet sont à éviter, ainsi que les répétitions de liens vers un même terme.
- Les liens externes sont à placer uniquement dans une section « Liens externes », à la fin de l'article. Ces liens sont à choisir avec parcimonie suivant les règles définies. Si un lien sert de source à l'article, son insertion dans le texte est à faire par les notes de bas de page.
- La présentation des références doit suivre les conventions bibliographiques. Il est recommandé d'utiliser les modèles {{Ouvrage}}, {{Chapitre}}, {{Article}}, {{Lien web}} et/ou {{Bibliographie}}. Le mode d'édition visuel peut mettre en forme automatiquement les références.
- Insérer une infobox (cadre d'informations à droite) n'est pas obligatoire pour parachever la mise en page.

Pour une aide détaillée, merci de consulter Aide:Wikification.
Si vous pensez que ces points ont été résolus, vous pouvez retirer ce bandeau et améliorer la mise en forme d'un autre article.
L'Impératrice remariée (Jaehon Hwanghu / 재혼 황후) est une série de light novel (roman léger) sud-coréenne écrite par Alpha Tart et publiée depuis novembre 2018 et jusqu'en 2020 par Naver series et Happy Book to You sur le site Naver en Corée du Sud. Elle est répartie sur 6 volumes ou 337 chapitres (262 chapitres principaux et 76 chapitres secondaires).
Face à son succès et ses plus de 4 milliards de Won et 70 millions de vues, elle finit par être adaptée en Webtoon par Naver Webtoon sur le site Naver en Corée du Sud et sur Webtoon (plateforme) en France à partir de 2019. Elle compte aujourd'hui plus de 172 chapitres publiés répartis sur 8 volumes.
C'est l'une des œuvres les plus populaires d'Asie, en effet tout au long de sa parution, elle s'est classée dans le top 5 des Webtoon les plus appréciées dans plus de 6 pays.

## Synopsis
L'œuvre suit la vie de Navier Ellie Trovi impératrice de l'empire de l'Orient et femme de l'empereur Sovieshu, ils se connaissent depuis leurs enfances. Cependant, Navier est stérile et afin d'obtenir un successeur au trône Sovieshu décide d'amener une concubine nommée Rashta pour avoir un enfant, mais de plus en plus l'empereur semble être tombé amoureux de Rashta et délaisse Navier jusqu'au point où il demande le divorce mais d'après lui seulement pour une petite période. Elle trouvera comme confident et ami le jeune Heinley, prince de l'empire de l'Ouest et commenceront à développer des sentiments l'un pour l'autres. Alors le jour du divorce Navier accepte mais à une seule condition, pouvoir se remarier avec Heinley.

## Personnages
- L'impératrice Navier Ellie Trovi (나비에 엘리 트로비)[3] : Navier Ellie Trovi est le personnage principale de l'œuvre. Elle est l'impératrice de l'empire de l'Orient et est mariée à l'empereur Sovieshu. Elle fut élevée depuis son plus jeune âge pour gouverner et devenir impératrice au côté de son mari. Malgré l'expression assez froide, voire condescendante, qu'elle arbore, on constate au cours de l'histoire que son caractère n'est qu'une façade et qu'elle se tient réservée et impassible à cause de son statut. Dans son enfance, elle a mangé par erreur des biscuits pouvant causer la stérilité. Le fait qu'elle n'ait eu aucun enfant avec Sovieshu semble confirmer son état. Mais cela n'avait pas affecté sa relation avec son mari, jusqu'au jour où il a décidé d'amener une concubine et que celle-ci tombe enceinte. Ayant entendu que Sovieshu souhaitait demander le divorce pour que l'enfant ne naisse pas comme bâtard, elle répond aux avances de Heinley pour devenir reine de son pays.
- L'empereur Sovieshu (소비에슈 트로비 빅트)[3] : Sovieshu est le mari de Navier ainsi que l'empereur de l'empire de l'Orient. La relation plus professionnelle qu'amicale qu'il entretient avec son épouse le lasse jusqu'à ce qu'il rencontre Rashta pendant une partie de chasse. Pris de pitié, il la ramène au palais pour la soigner mais l'attitude de la jeune fille naïve et affectueuse contraste fortement avec celle de Navier et fait tomber Sovieshu sous le charme. Après qu'elle soit devenue sa concubine, elle tomba enceinte. Devant la supposée stérilité de Navier, Sovieshu envisage de divorcer d'elle et de prendre Rashta comme épouse pour que son enfant soit légitime et puisse lui succéder plus tard. Il prévoyait de divorcer de Rashta plus tard et d'épouser de nouveau Navier pour pouvoir gérer avec elle l'empire mais n'a pas prévenu son épouse de son plan. Ne voulant pas se retrouver dans une mauvaise situation, Navier accepte le divorce et demande un remariage avec Heinley.
- Rashta Esqua (라스타 이스쿠아)[3] : Rashta est la méchante de l'œuvre. Elle est une ancienne esclave, elle fit la rencontre de l'empereur Sovieshu, alors qu'elle était prise dans un de ses pièges lors d'une partie de chasse. Tombé sous le charme, l'empereur décida d'en faire sa concubine. Dans la haute société, Rashta est d'abord soulagée de sa nouvelle condition , d'autant plus qu'elle éprouve de l'admiration pour Navier mais celle-ci se montre froide et son ancien propriétaire la retrouve. Isolée et méprisée par les nobles, elle est retrouvée par son ancien maître qui lui fait du chantage. Consciente que sa position ne dépend que de l'affection de Sovieshu, elle craint d'être chassée et de retomber dans l'esclavage. Suivant les mauvais conseil que le duc Ergi, ami du prince Heinley, lui donne, elle provoqua des tensions dans la noblesse en répandant des rumeurs. Tombée enceinte, elle pense que sa position est assurée mais le mépris dont elle est l'objet ne faiblit pas alors même qu'elle est menacée par le frère de Navier qui tente de la faire avorter de force. Le duc Ergi lui suggère que sa seule solution pour garantir sa sécurité est de prendre la place de l'impératrice.
- Heinley Alles Laszlo (하인리 알레스 라즐로)[3] : Heinley est prince du royaume de l'Ouest au début de l'histoire. D'après les rumeurs il est un coureur de jupons jonglant de femme en femme pour s'amuser mais ce n'est pas la réalité. Ce n'est qu'une façade qu'il a créé pour éviter les luttes de pouvoirs dans son royaume. Par magie, il prend la forme d'un oiseau et fait connaissance avec Navier jusqu'à finir par tomber sous son charme. Sous son aspect humain, il apparait comme  doux, attentionné et très réservé mais secrètement il entreprend des actions pour causer du tort à l'empire de l'Orient en faisant perdre leur magie aux magiciens de l'empire et en envoyant son ami, le duc Ergi, pour provoquer des troubles. Au début sa relation avec Navier n'est que purement amicale mais rapidement il est subjugué et ne cache pas la joie qu'il éprouve à la voir. A la mort de son frère, il prend sa succession et doit chercher une épouse sans cacher qu'il la voudrait comme Navier. Quand, Navier, menacée par le divorce se tourne vers lui, il en profite. Il la ramène dans son royaume qu'il proclame empire.